# 1946年の国際連合事務総長の選出
1946年の国際連合事務総長の選出（1946ねんのこくさいれんごうじむそうちょうのせんしゅつ、英語: 1946 United Nations Secretary-General selection）は、1946年1月29日および2月1日に行われた国際連合の事務総長の選出（第1回）である。

## 概要
ロンドンで開催された国際連合の第1回総会で行われた。総会ではまず安全保障理事会の非常任理事国を投票で決定し、その後、初代事務総長を選出した。アメリカ合衆国とイギリスはカナダのレスター・B・ピアソンを推していたが、ソビエト連邦は、国連常設本部が北アメリカに置かれることから北米の候補者に反対し、拒否権を行使した。安全保障理事会は、総会議長選挙でベルギーのポール＝アンリ・スパークに敗れたノルウェーのトリグブ・リーを事務総長とすることで妥協した。
事務総長の選出は当初、総会議長選出の影に隠れていた。総会議長の有力候補は、ノルウェーのトリグブ・リーとベルギーのポール＝アンリ・スパークだった。アメリカとソ連はリーを支持していたが、他の常任理事国はスパークを支持していた。アメリカ国務長官ジェームズ・F・バーンズは、アメリカ代表のアドレー・スティーブンソンがリーを選んだことを知って、ノルウェーとソ連の大使に支持を打診したため、両政府との信頼関係が壊れるのを避けるために、アメリカはリーに投票しなければならないと判断した。バーンズはリーの当選は絶望的だと考えていたが、ラテンアメリカのいくつかの国は、アメリカに合わせてリーに投票することに切り替えた。
1946年1月10日に開かれた総会では、ソ連がリーを指名し、満場一致でリーを選出しようとしていた。この方針は却下され、総会は無記名投票に移った。その際、スパークの支持国が正式な指名を忘れていたにもかかわらず、28対23でスパークが総会議長に選出された。

## 選出データ
国連事務総長は、安全保障理事会の勧告に基づき、総会で任命される。しかし、国際連合憲章では、その任命プロセスについてほとんど指針が示されていない。

## 候補者
| 国際連合事務総長候補 |                              |                        |                       |                                |                                    |
| アンリ・ボネ         | エルコ・ファン・クレフェンス | トリグブ・リー         | レスター・B・ピアソン | ヴィンツェンティ・ジモフスキ   | スタノジェ・シミック               |
|                      |                              |                        |                       |                                |                                    |
| フランス西ヨーロッパ | オランダ西ヨーロッパ         | ノルウェー西ヨーロッパ | カナダイギリス連邦    | ポーランド東ヨーロッパ・アジア | ユーゴスラビア東ヨーロッパ・アジア |
| 駐米フランス大使     | 外務大臣                     | 外務大臣               | 駐米カナダ大使        | 外務大臣                       | 駐米ユーゴスラビア大使             |

## 協議
1月12日に総会で安全保障理事会の非常任理事国が選出されると、今度は事務総長の座が注目された。イギリス政府はアメリカのドワイト・D・アイゼンハワー将軍を推したが、アイゼンハワーは指名を辞退した。アメリカは「五大国の国民を選ぶべきではない」と考えていた。
アメリカはスパークを事務総長に推しており、アルジャー・ヒスはスパークの欠点は英語が話せないことだけだと言っていた。一方、アメリカ国務省は、国連の常設本部はアメリカ国内に置かれるため、事務総長は「アメリカ人以外」でなければならないと考えていたため、カナダのレスター・B・ピアソンを推していた。スパークは総会議長を務めることしか考えておらず、議長に選出されたため、事務総長候補から外れた。
1月20日、常任理事国による非公式協議が行われた。アメリカのバーンズ国務長官は、レスター・B・ピアソン駐米カナダ大使を指名した。ソ連のアンドレイ・グロムイコ大使は、地理的な理由からピアソンに反対し、ユーゴスラビアのスタノジェ・シミック駐米大使を指名した。フランスは、自国のアンリ・ボネ駐米大使を指名した。中国とイギリスはピアソンを支持した。1月21日の安全保障理事会の非公式協議では、ポーランド外相のヴィンツェンティ・ジモフスキ、ノルウェー外相のトリグブ・リー、オランダ外相のエルコ・ファン・クレフェンスの3人が候補者リストに追加された。
1月23日に行われた常任理事国の非公式協議では、フランス代表のジョセフ・ポール＝ボンクールが、大使ではなく外相を選ぶことを提唱した。彼は、フランス語が話せないことを除けば、ノルウェー外相のトリグブ・リーが適任であると考えていた。他の国はいずれも立場を変えなかった。常任理事国は、安全保障理事会全体で再度協議を行った上で、拒否権の行使の可能性があるにもかかわらず、投票で決定することを決めた。一方、総会では、事務総長の任期を5年とし、再選されれば2期目を務めることができることを決定した。
ピアソンに対するソ連の拒否権の行使が予想されたため、アメリカ代表団は代替案としてトリグブ・リーを受け入れることができるかどうかを議論した。エレノア・ルーズベルトとジョン・G・タウンゼント・ジュニアは、リーはソ連から独立していると感じていた。しかし、アーサー・ヴァンデンバーグは「（リーは）感心しない」とし、総会議長の選出で敗れたソ連の候補の方が「いい仕事をするだろう」と感じていた。ジョン・フォスター・ダレスは、リーがかつて「ノルウェーの国境にロシア軍が駐留していることを理由に投票した」と言った。ヴァンデンバーグとダレスは、リーが「あえて自由な立場になることはないだろう」と感じていた。アメリカは依然としてピアソンを支持していたが、エドワード・ステティニアス国連大使に対しては、「緊急時にはリーに投票しても良い」とした。
1月28日、常任理事国は非公式協議のために再び会合を開いた。フランスはフランス語が話せないという理由でリーに反対していた。ソ連はピアソンに反対のままだったが、ソ連代表は自分の責任でリーに投票することを申し出た。中国はピアソンの代わりにリーを受け入れることに同意し、それを受けてフランスの代表は考えを変えた。イギリス代表は、「政府の指示に拘束されているが、自分はリーに拒否権を行使しない」と述べた。ソ連は、第二次世界大戦中にドイツに占領されていたことを理由に、ポーランドとユーゴスラビアの候補を主張していた。実際には、ノルウェーもドイツに占領されていた。

## 投票
1月29日、安全保障理事会は全会一致でトリグブ・リーを総会に推薦した。2月1日、総会は3か国の反対のみでリーの任命を承認した。リーは2月2日に事務総長に就任した。